# Вилијам Праут
Вилијам Праут (енгл. William Prout; Хортон, 15. јануар 1785 — Лондон, 9. април 1850) био је британски лекар, физичар и хемичар.

## Биографија
Рођен је 1785. у Хортону. Школовао се у на академији Редланд Бристолу и на универзитету у Единбургу. Познат је по хипотези из 1815. године; према овој хипотези, водоник је праматерија, док су атоми свих елемената настали згрушавањем атома овог хемијског елемента. Ова претпоставка је заснована на другој хипотези, и то да су атомске масе елемената цели бројеви по којима се види колико је неки атом пута тежи од атома H. Његова хипотеза је, иако напуштена због тога што атомске масе иначе нису цели бројеви, нашла примене у савременој хемији. Године 1823. Праут је успео да докаже да желудачни сок садржи сону киселину (ову киселину је могуће издвојити дестилацијом).
Године 1814, Праут се оженио Агнесом Адам — ћерком Александра Адама, шкотског писца. Имали су шесторо деце. Праут је умро 9. априла 1850. у Лондону. Сахрањен је на гробљу Кенсал грин.
169 / 5.000
Резултати превода

## Почасти и награде
- Члан Краљевско друштво (1819)
- Коплијева медаља (1827)
- Члан Краљевског колеџа лекара (1829)